# Clássicos do Tai Chi Chuan

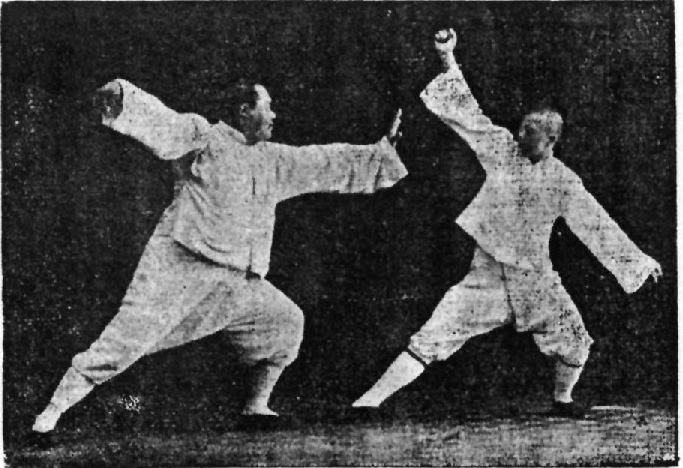
Foto do livro Princípios e Aplicações do Tai Chi Chuan, publicado por Yang Chengfu em 1934.

Clássicos do Tai Chi Chuan é um termo que se refere aos vários manuscritos deixados por grandes mestres desta arte marcial chinesa, e aos comentários a eles agregados em suas diversas edições. São textos considerados como referências fundamentais para o estudo e a prática correta da arte do tai chi chuan.
Os textos que compõem este conjunto variam de acordo com as diferentes linhagens tradicionais, escritos originalmente em chinês tradicional, são usados pelas escolas modernas que se originaram dos estilos da Família Chen e da Família de Yang.
.
Apesar da grande antiguidade usualmente reivindicada para estes textos, alguns atribuídos a autores considerados por diversos acadêmicos como lendários, os estudiosos ocidentais modernos não conseguiram provas de que tenham sido escritos antes do final do século XIX.
.

## Relação de textos clássicos do Tai Chi Chuan
Entre os textos que recebem em geral o status de clássicos do Tai Chi Chuan estão:
1. O "Clássico do Tai Chi Chuan" (Tai Chi Chuan Ching) (太極拳經), atribuído a Chang San Feng (張三豐) (Zhang Sanfeng), criador do Tai Chi Chuan. Teria sido escrito entre o Século XII e o Século XIV.[3]
2. O Manual da Loja de Sal (鹽店譜) traz o "Tratado de Tai Chi Chuan" (Tai Chi Chuan Lun) (太極拳論), atribuído a Wang Tsung Yueh (王宗岳) (Wang Zongyue). O texto teria sido encontrado guardado em um quarto situado atrás de uma loja de sal em Beijing, pertencente a Wu Cheng Ching (武澄清), irmão do Mestre Wu Yu Hsiang.[2][3][4]
3. Textos diversos: "A canção das treze posturas", "Elucidação da prática do Tai Chi Chuan" e a Canção da Aplicação das Treze Técnicas, transmitidos nas linhagens do Tai Chi Chuan estilo Yang e Tai Chi Chuan estilo Wu.[3]
4. Textos de Wu Yu Hsiang (武禹襄) (Wu Yuxiang) (1812-1880), uma figura central dentro Tai Chi Chuan estilo Wu/Hao, e por seu familiares.[2]
5. Quarenta Capítulos de escritos sobre o Tai Chi Chuan preservados pelos estilos das famílias Yang e Wu.[2][5]
6. Tai Chi Chuan Ilustrado (太極拳圖說), por Chen Hsin (陳鑫) (Chen Xin) (1849-1929), um importante estudioso da família Chen.[2]
7. O Estudo do Tai Chi Chuan (太極拳學), publicado em 1924 pelo Mestre Sun Lu Tang (孫祿堂) (Sun Lutang) (1861-1932), fundador do Tai Chi Chuan estilo Sun.[2]
8. Princípios e Aplicações do Tai Chi Chuan, publicado por Yang Cheng Fu (楊澄甫) (Yang Chengfu) (1883-1936), em 1934. Este trabalho é considerado de suprema autoridade nas escolas iniciadas por seus estudantes e descendentes. O livro inclui o famoso texto "Dez Pontos Importantes da Teoria do Tai Chi Chuan"..[3][6][6]
9. Em Tai Chi Chuan estilo Wu (Wu Chia Tai Chi Chuan) (吳家太極拳), Wu Kung Tsao (吳公藻) (Wu Gongzao) (1902-1983) providenciou textos e comentários originais para os previamente mencionados "quarenta capítulos sobre o Tai Chi Chuan". Seu avô, Wu Chuan Yu (吳全佑) (Wu Quanyuo) (1834-1902), teria herdado estes textos diretamente de Yang Pan Hou (楊班侯) (Yang Banhou) (1837-1890). O livro foi publicado em Changsha em 1935. Foi republicado em 1980 com um comentário de Jin Yong, famoso escritor de novelas Wuxia, que relaciona as artes marciais chinesas contemporâneas a origens tão antigas como Lao Zi e Chuang Tse..[2][5]